# Domek dla lalek

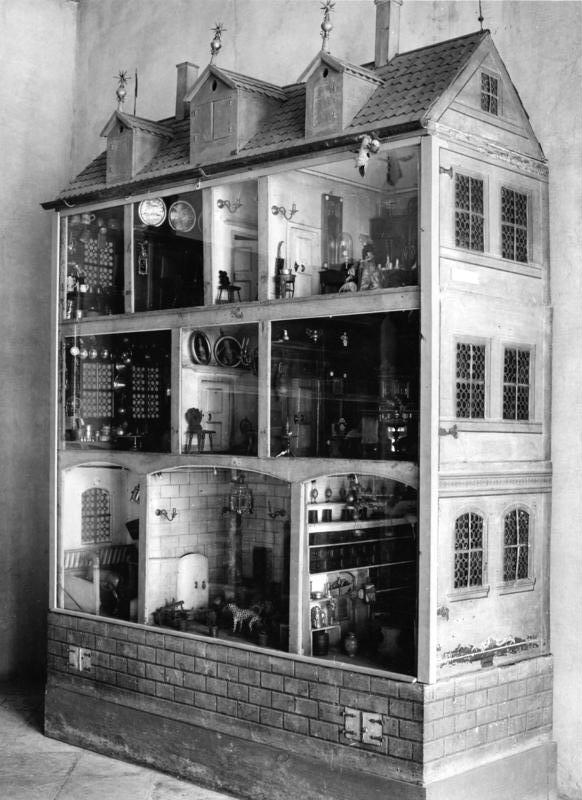
Dom dla lalek z końca XVII wieku w Germanisches Nationalmuseum w Norymberdze

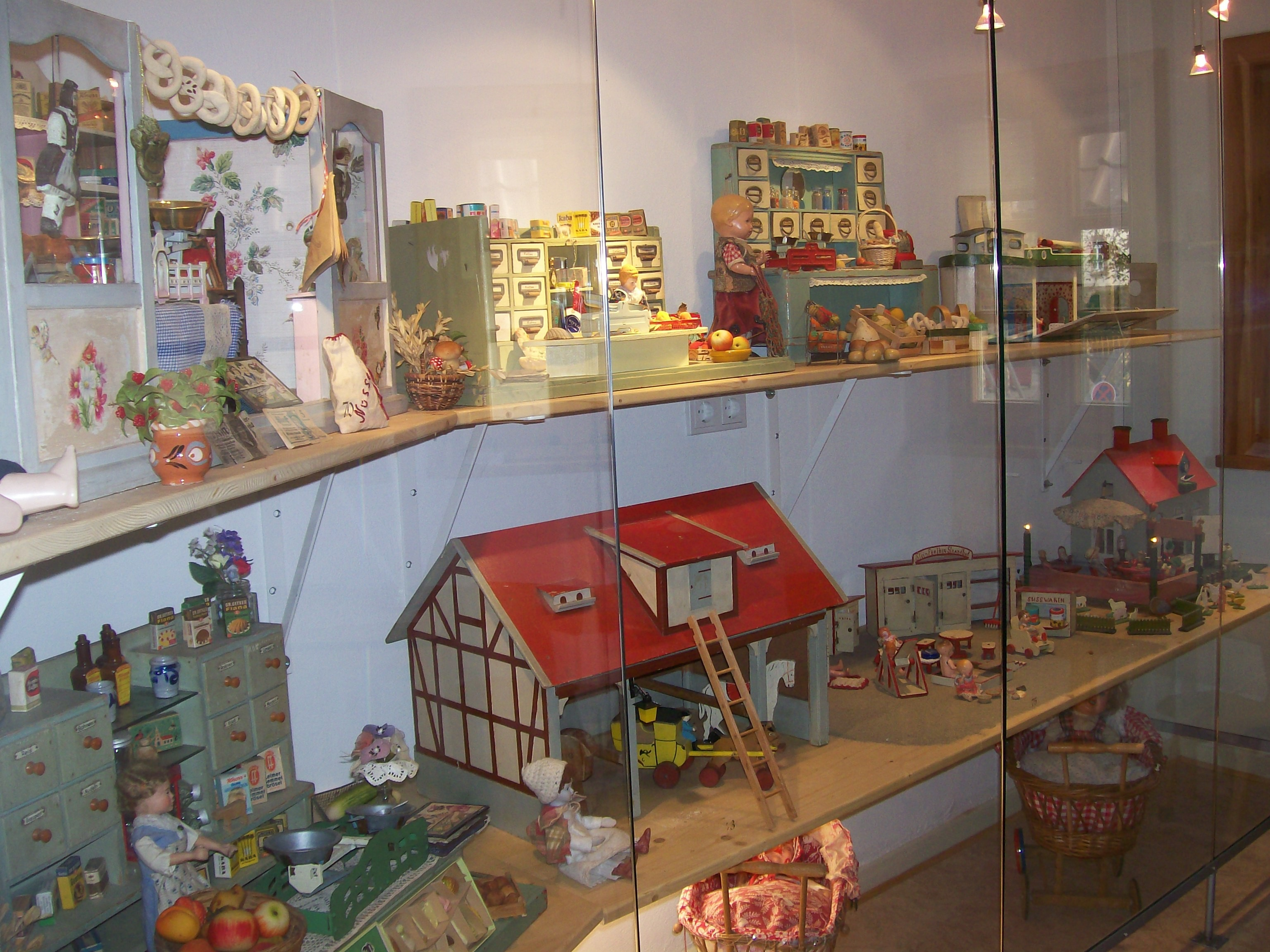
Domki dla lalek w Domu Bajek w Alsfeld

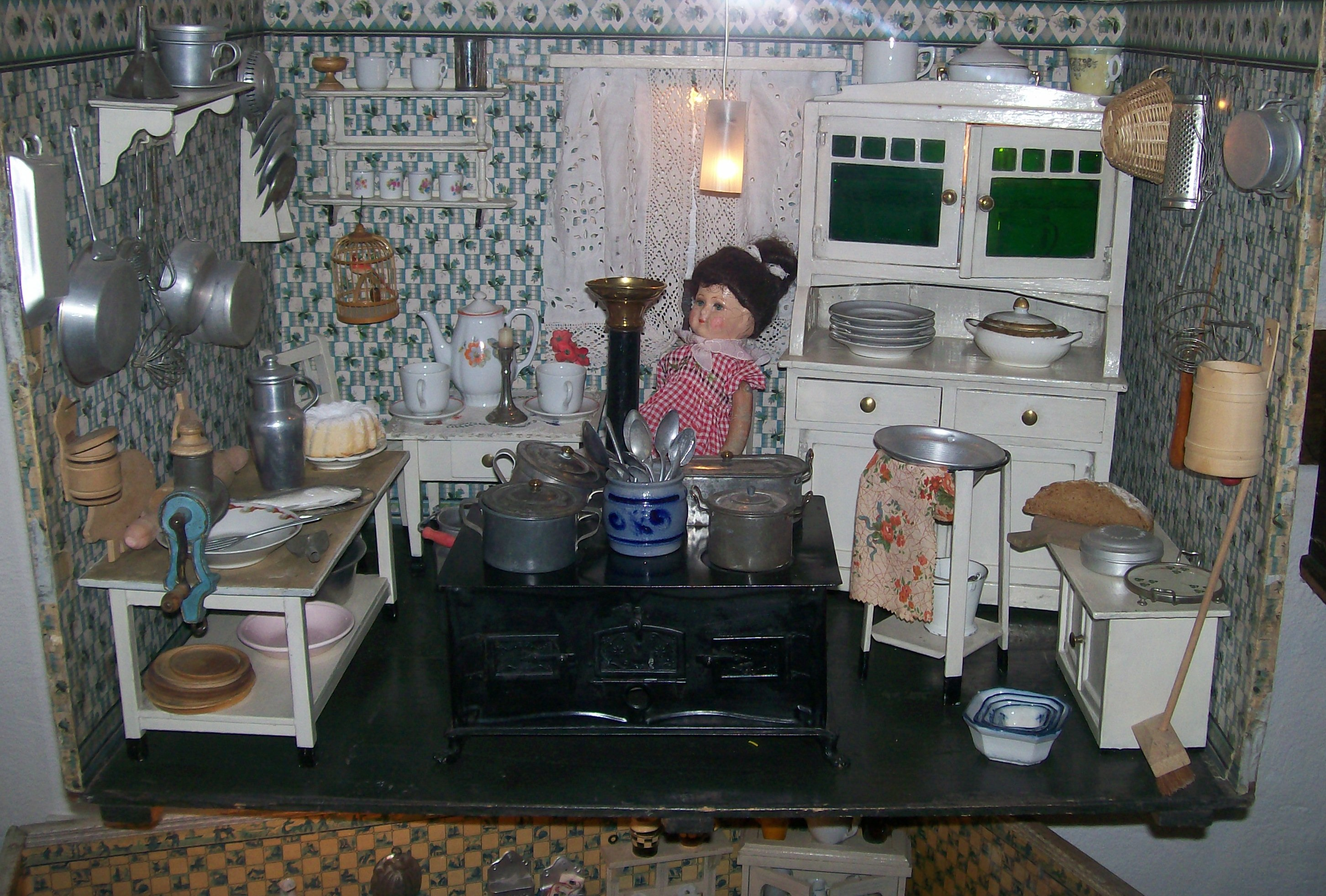
Kuchnia dla lalek w Domu Bajek w Alsfeld

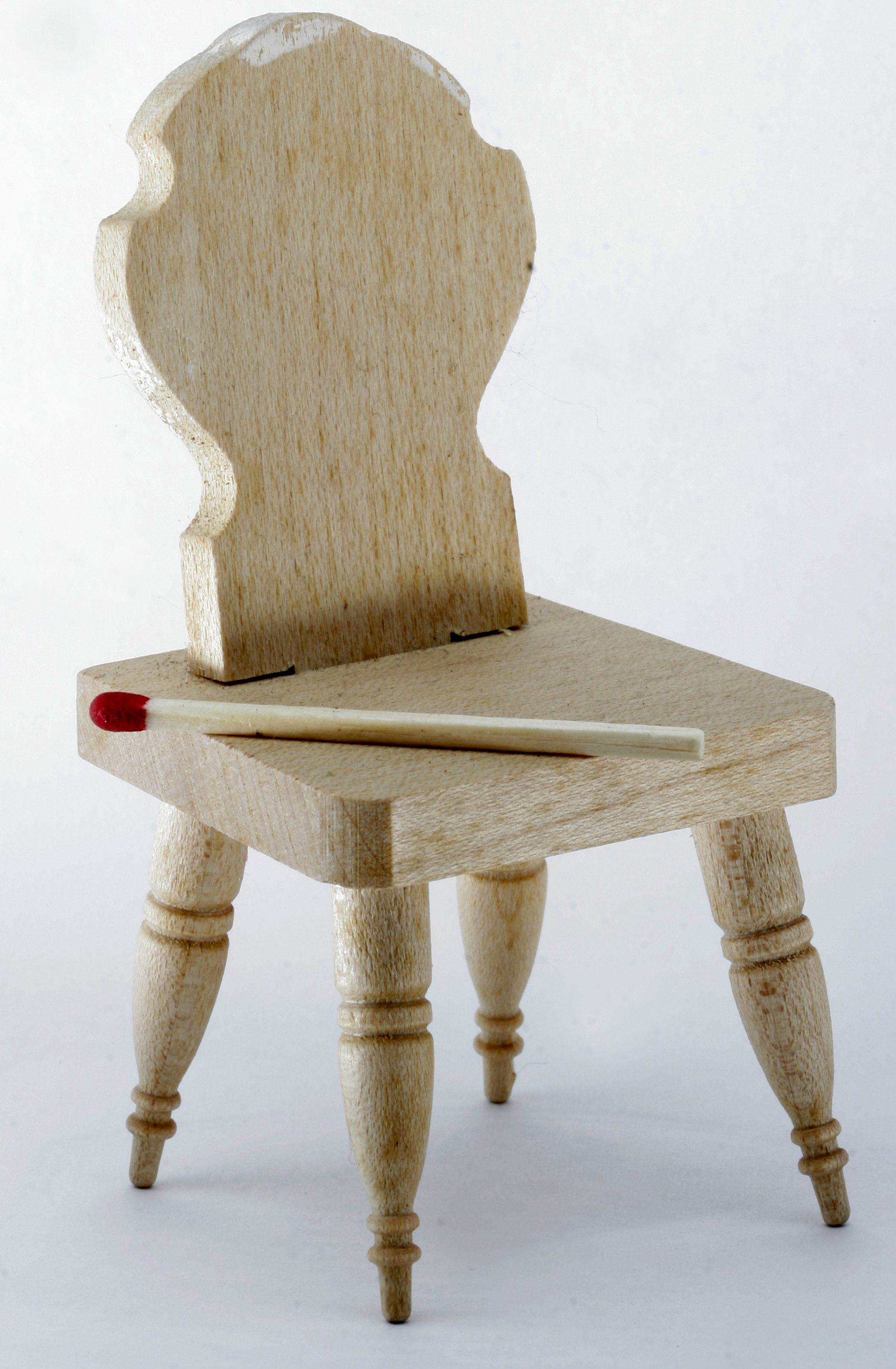
Replika krzesełka kuchennego z zapałką dla porównania wielkości

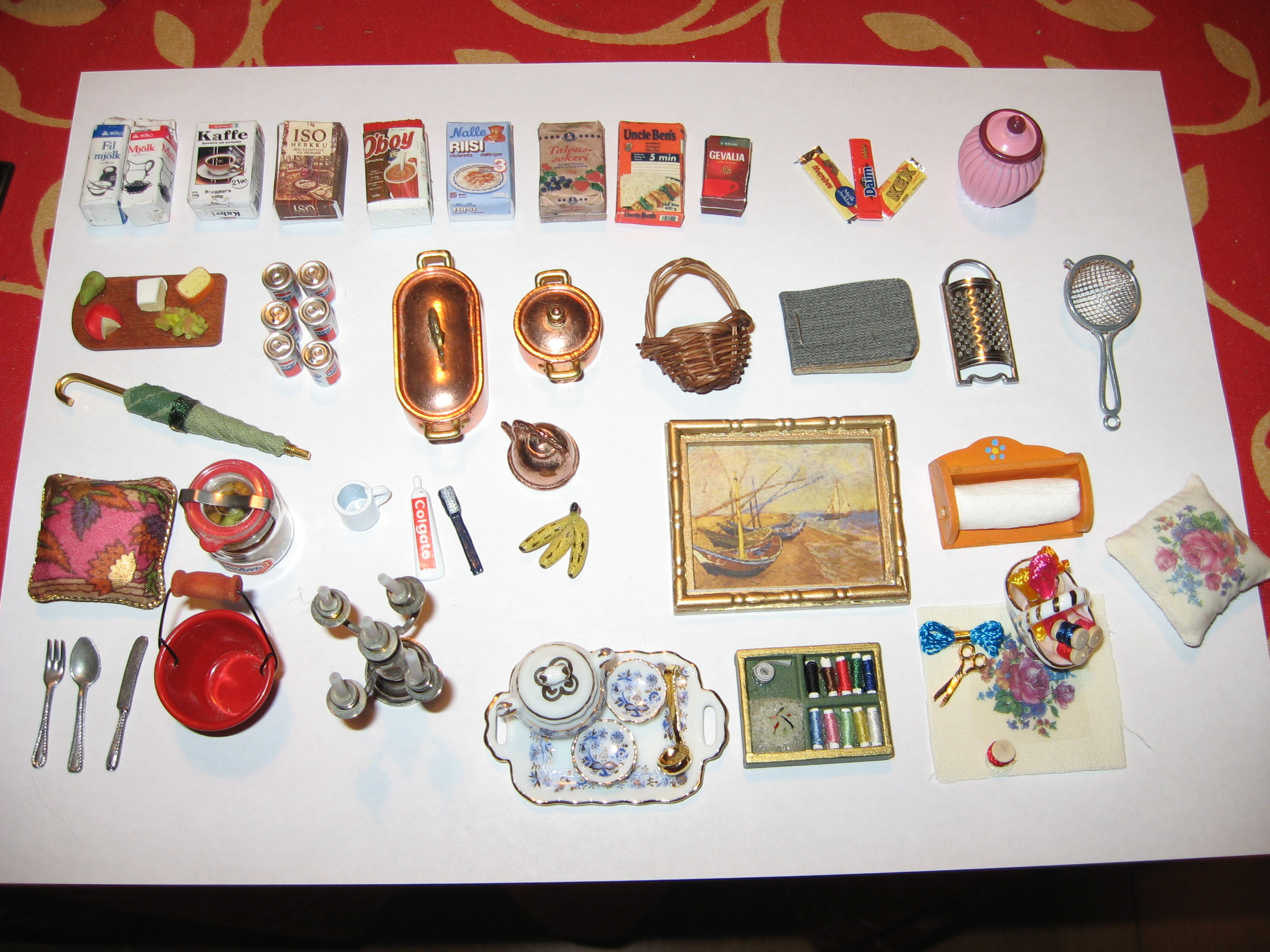
Wyposażenie domków dla lalek. W pierwszym rzędzie od góry: żywność.

Domek dla lalek (pokój, izba) – miniaturowa replika domu lub mieszkania służąca do zabawy najczęściej dziewczynkom. Tradycyjnie domki i ich wyposażenie były wykonywane z drewna, z czasem też używano do ich wykonania metali, płyty pilśniowej i tworzywa sztucznego.

## Historia
Historia domków dla lalek sięga już starożytności. Dawne miniaturowe gospodarstwa z mebelkami i wyposażeniem znajdowane są w wykopaliskach oraz grobach dzieci. Mebelki wykonywano wtedy z gliny, cyny, brązu, czasami ze srebra.
Najstarsza znana budowla tego typu pochodzi z roku 1558, kiedy to Albrecht V Bawarski zamówił dla swojej córki prezent, którym był domek dla lalek. Nie przypominał on wtedy zabawki, lecz precyzyjnie wykonane małe dzieło sztuki z kunsztownie wykonanymi miniaturkami rezydencji książęcej.
Wyrób domków w Europie przeżywał rozkwit w wieku XVIII i I połowie XIX wieku. Najpiękniejsze z nich powstały w Niemczech, gdzie pełniły rolę "zabawek edukacyjnych". Modne były też w Anglii, Holandii, Francji i we Włoszech. Właśnie we Włoszech przy okazji obrzędów związanych z Bożym Narodzeniem. konstruowano całe "miasta lalek", a w szczególności znane szopki neapolitańskie, które często były dziełem najlepszych włoskich architektów, rzeźbiarzy i złotników. 
Pod koniec XIX wieku oprócz domków lalek bardzo popularne stały się miniaturowe pojedyncze pokoje (zwłaszcza kuchnie) składające z trzech ścian, podłogi i wyposażenia takie jak: meble i sprzęt gospodarstwa domowego.
Dopiero po II wojnie światowej, domki produkowano w fabrykach na znacznie większą skalę. Wcześniej produkcją zajmowali się głównie rzemieślnicy. W latach 50. XX wieku, typowe sprzedawane zestawy to domy wykonane z blachy, pomalowane i umeblowane sprzętami z plastiku. Niskie koszty produkcji domków sprawiły, że stały się one dostępne dla większości dziewcząt z rozwiniętych krajów Europy Zachodniej, szczególnie tych które po II wojnie światowej nie borykały się z odbudową kraju. Na początku XXI wieku japońska firma produkująca zabawki wykonała dom dla lalek z prawdziwym telewizorem. Miniaturowy odbiornik wielkości znaczka pocztowego odbierał kilka kanałów.

## Dom lalek królowej Marii
Jedna z najpiękniejszych i najbardziej znanych budowli tego typu to rezydencja królowej Marii, wyeksponowana obecnie na zamku królewskim w Windsorze w Anglii. Pasją królowej było kolekcjonowanie porcelany, sztućców, mebli i obrazów. Stąd pomysł na prezent urodzinowy dla niej zaczerpnęła jej kuzynka, księżniczka Maria Luiza i w porozumieniu z angielskim architektem Edwinem Lutyensem zaplanowała budowę miniaturowego zamku Windsor. Budowla z zewnątrz jest repliką XVIII wiecznego zamku, z kolei wnętrze przedstawia rezydencję królewską w latach 20. XX wieku. Budowę miniaturowej kopii królewskiej siedziby rozpoczęto w 1920 roku, a ukończono w 1924. Budynek został wyposażony w światło elektryczne, posiada 2 windy, instalację wodociągową i kanalizację sanitarną. W łazience która zawiera muszlę klozetową jest nawet miniaturowy papier toaletowy i ręczniki. W garażach znajdują się repliki samochodów z silnikami benzynowymi używanymi wówczas przez rodzinę królewską. W winiarni znajdują się miniaturowe butelki z prawdziwym winem i wódką. Biblioteka wypełniona jest oprawionymi w skórę miniaturowymi książeczkami, a wnętrze pałacu wypełniają: meble, zastawy stołowe, sztućce, obrazy, dywany itd..
Replika zamku do dziś stanowi cenny dokument historyczny i ukazuje dokładnie życie rodziny królewskiej w Anglii na początku XIX wieku. Wykonana została w skali 1:12 i zawiera modele wyposażenia wielu znanych w tym czasie firm.

## Skala
Najczęściej stosowana i ogólnie przyjęta przez konstruktorów i kolekcjonerów miniatur i przy budowaniu domków dla lalek to skala 1:12.
Inne skale (rzadziej używane):
- 1:6
- 1:16
- 1:18
- 1:24
- 1:48
- 1:144